# Anthoscopus flavifrons
Anthoscopus flavifrons
Espèce
Statut de conservation UICN

 LC  : Préoccupation mineure
Le rémiz à front jaune (Anthoscopus flavifrons) est une espèce d'oiseau africain de la famille des remizidae.

## Répartition
Cet oiseau est répandu en Afrique équatoriale.